# Вільям Роджерс
Вільям Пенн Адаір Роджерс (англ. William Penn Adair Rogers; 4 листопада 1879 — 15 серпня 1935) — американський ковбой, виконавець водевілів, гуморист, афорист, соціальний коментатор і актор кіно. Один з найвідоміших у світі знаменитих людей в 1920-х і 1930-х роках.
Відомий як улюблений син Оклахоми, Роджерс народився в сім'ї індіанців черокі в Індіанській території (тепер частина Оклахоми), ставши одним з найвідоміших уродженців цих земель. З раннього дитинства навчився їздити на коні і віртуозно поводитися з ласо: був занесений до Книги рекордів Гіннеса як людина, здатна одночасно кидати три мотузки: одну — навколо шиї коня, іншу — навколо вершника і третю — навколо ніг коня.
За своє життя здійснив три навколосвітніх подорожі, знявся в 71 фільмі (50 німих і 21 звуковий), написав понад 4000 газетних статей, що зробило його всесвітньо відомою фігурою. До середини 1930-х років Роджерс мав величезну популярність в американському суспільстві і був найбільш високооплачуваним актором Голлівуду на той момент.
Загинув у 1935 році разом зі своїм другом Віллі Постом в авіакатастрофі на Алясці.

## Фільмографія

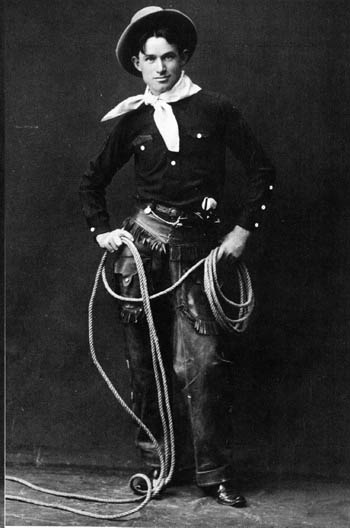
Віллі Роджерс, 1890-і роки

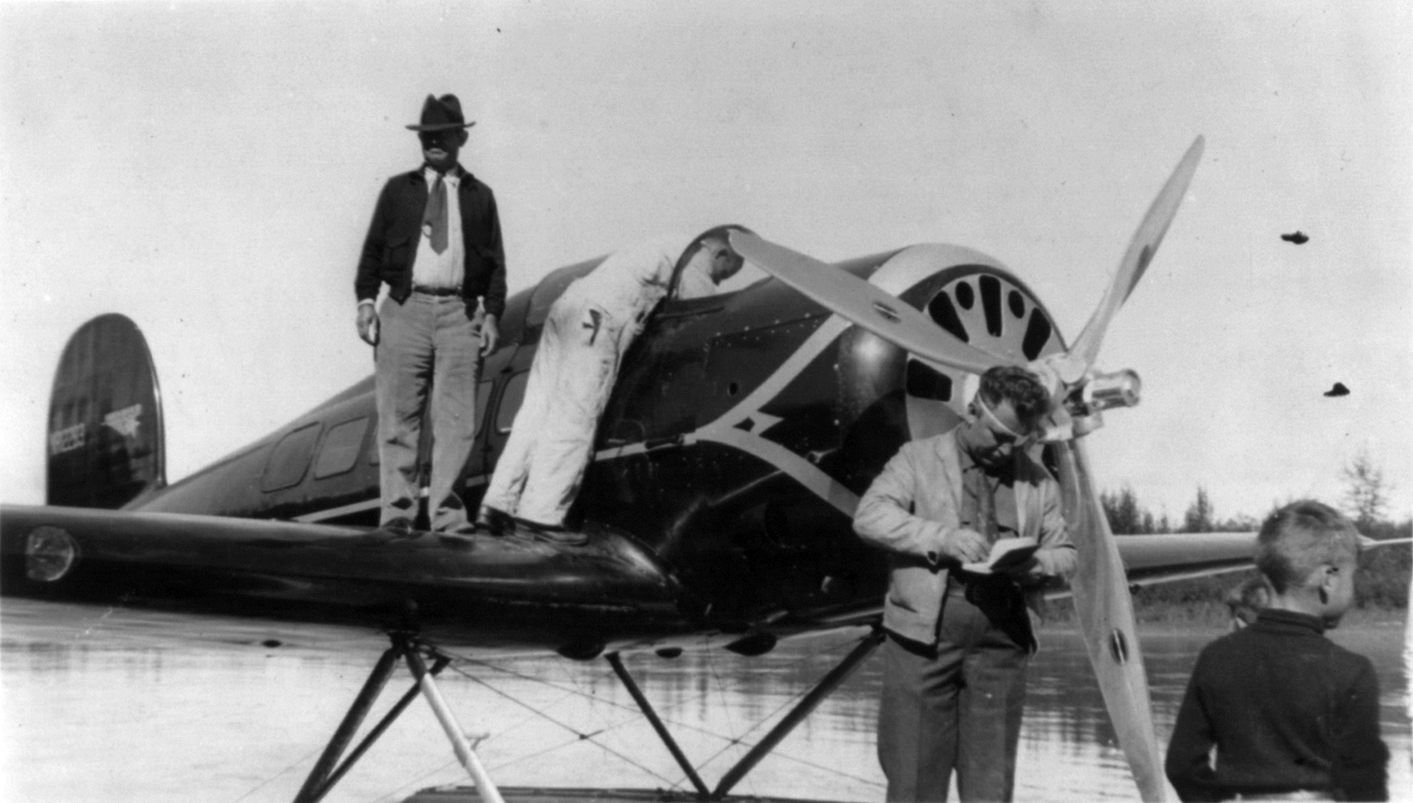
Віллі Роджерс (крилі) та Віллі Пост (перед пропелером), 1935

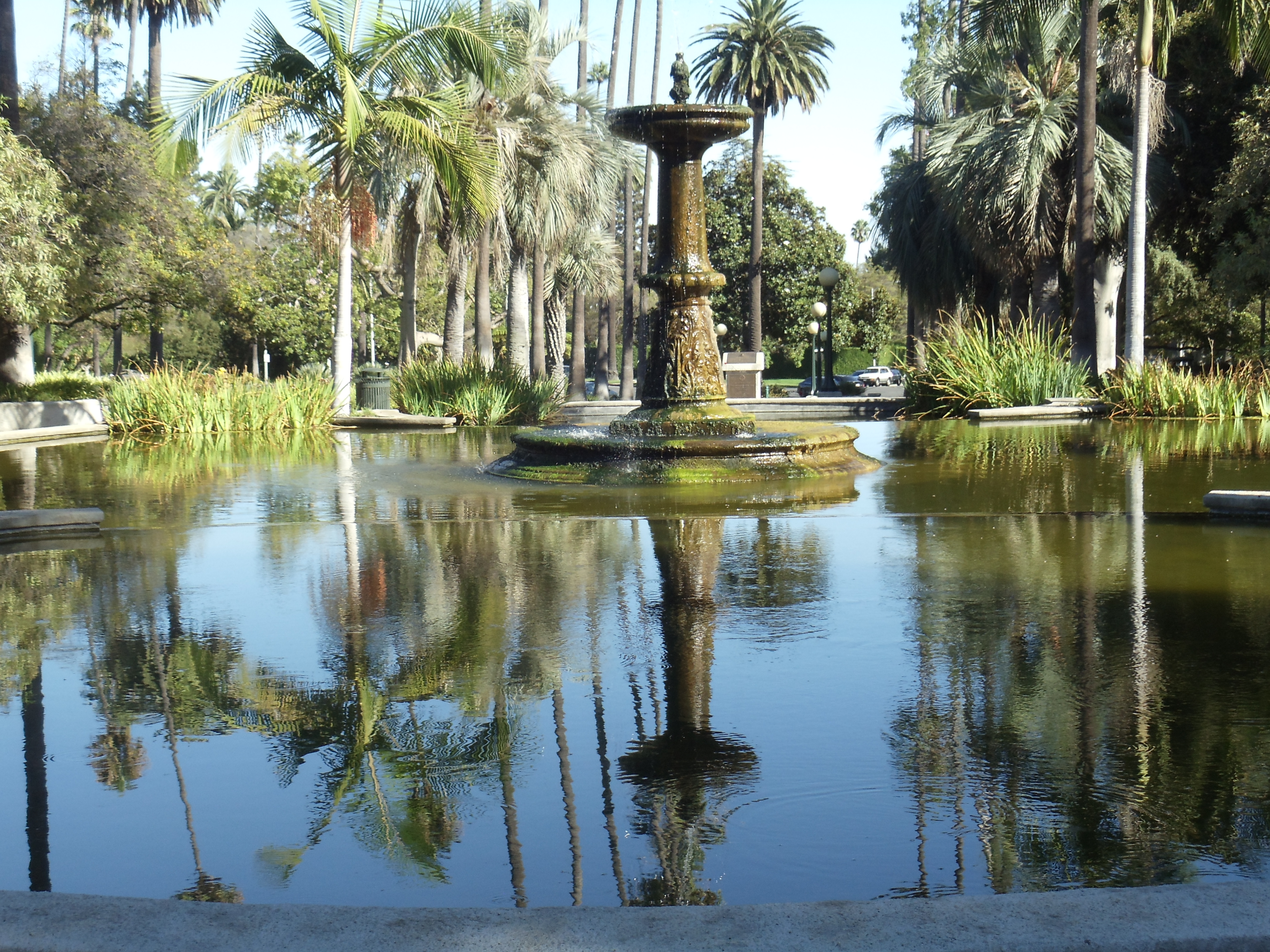
Меморіальний парк Уілла Роджерса в Беверлі-Гіллз

- 1918 — Laughing Bill Hyde — Bill Hyde
- 1919 — Almost a Husband — Sam Lyman
- 1919 — Jubilo — Jubilo
- 1920 — Water, Water, Everywhere — Billy Fortune
- 1920 — Jes' Call Me Jim — Jim Fenton
- 1920 — Cupid the Cowpuncher — Alec Lloyd
- 1920 — Honest Hutch — Hutch
- 1920 — Guile of Women — Hjalmar Maartens
- 1920 — The Strange Boarder — Sam Gardner
- 1921 — Boys Will Be Boys — Peep O'Day
- 1921 — An Unwilling Hero — Dick
- 1921 — Doubling for Romeo — Sam Cody / Romeo
- 1921 — A Poor Relation — Noah Vale
- 1922 — One Glorious Day — Professor Ezra Botts
- 1922 — The Ropin' Fool (короткометражний) — Ropes' Reilly
- 1922 — Вершник без голови / The Headless Horseman — Ichabod Crane
- 1922 — Fruits of Faith (короткометражний)
- 1923 — Голлівуд / Hollywood — грає самого себе
- 1923 — Jus' Passin' Through (короткометражний) — Jubilo
- 1923 — Hustlin' Hank (короткометражний) — Hank
- 1923 — Uncensored Movies (короткометражный) — Lem Skagwillow
- 1924 — Two Wagons Both Covered (короткометражний) — William Banion / Bill Jackson
- 1924 — The Cowboy Sheik (короткометражний) — Two Straw' Bill
- 1924 — The Cake Eater (короткометражний)
- 1924 — Big Moments from Little Pictures (короткометражний) — грає самого себе / Rufus the bullfighter / Robin Hood / Son / Police Chief
- 1924 — High Brow Stuff (короткометражний)
- 1924 — Going to Congress (короткометражний) — Alfalfa Doolittle
- 1924 — Don't Park There (короткометражний)
- 1924 — Jubilo, Jr. (короткометражний) — Jubilo / играет самого себя
- 1924 — Our Congressman (короткометражний) — Alfalfa Doolittle
- 1924 — A Truthful Liar (короткометражний) — Ambassador Alfalfa Doolittle
- 1924 — Gee Whiz, Genevieve (короткометражний)
- 1927 — Tiptoes — Uncle Hen Kaye
- 1927 — Roaming the Emerald Isle with Will Rogers (короткометражний) — грає самого себе
- 1927 — Winging Around Europe with Will Rogers (короткометражний) — грає самого себе
- 1927 — A Texas Steer — Cattle Brander
- 1929 — Happy Days — Minstrel Show Performer
- 1929 — They Had to See Paris — Pike Peters
- 1930 — So This Is London — Hiram Draper
- 1930 — Lightnin' — Lightnin' Bill Jones
- 1931 — A Connecticut Yankee — Hank Martin
- 1931 — Young as You Feel — Lemuel Morehouse
- 1931 — Ambassador Bill — Bill Harper
- 1931 — Screen Snapshots Series 10, No. 6 (короткометражний) — грає самого себе
- 1932 — Business and Pleasure — Earl Tinker
- 1932 — Down to Earth — Pike Peters
- 1932 — Too Busy to Work — Jubilo
- 1932 — Screen Snapshots (короткометражний) — грає самого себе
- 1933 — Ярмарок штату / (State Fair) — Абель Фрейк
- 1933 — Doctor Bull — Dr. George 'Doc' Bull
- 1933 — Mr. Skitch — Mr. Ira Skitch
- 1934 — David Harum — David Harum
- 1934 — Handy Andy — Andrew Yates
- 1934 — Judge Priest — Judge William 'Billy' Priest
- 1935 — The County Chairman — Jim Hackler
- 1935 — Life Begins at Forty — Kenesaw H. Clark
- 1935 — Doubting Thomas — Thomas Brown
- 1935 — Steamboat Round the Bend — Doctor John Pearly
- 1935 — In Old Kentucky — Steve Tapley

## Хроніка за участі Вільяма Роджерса (грає самого себе)

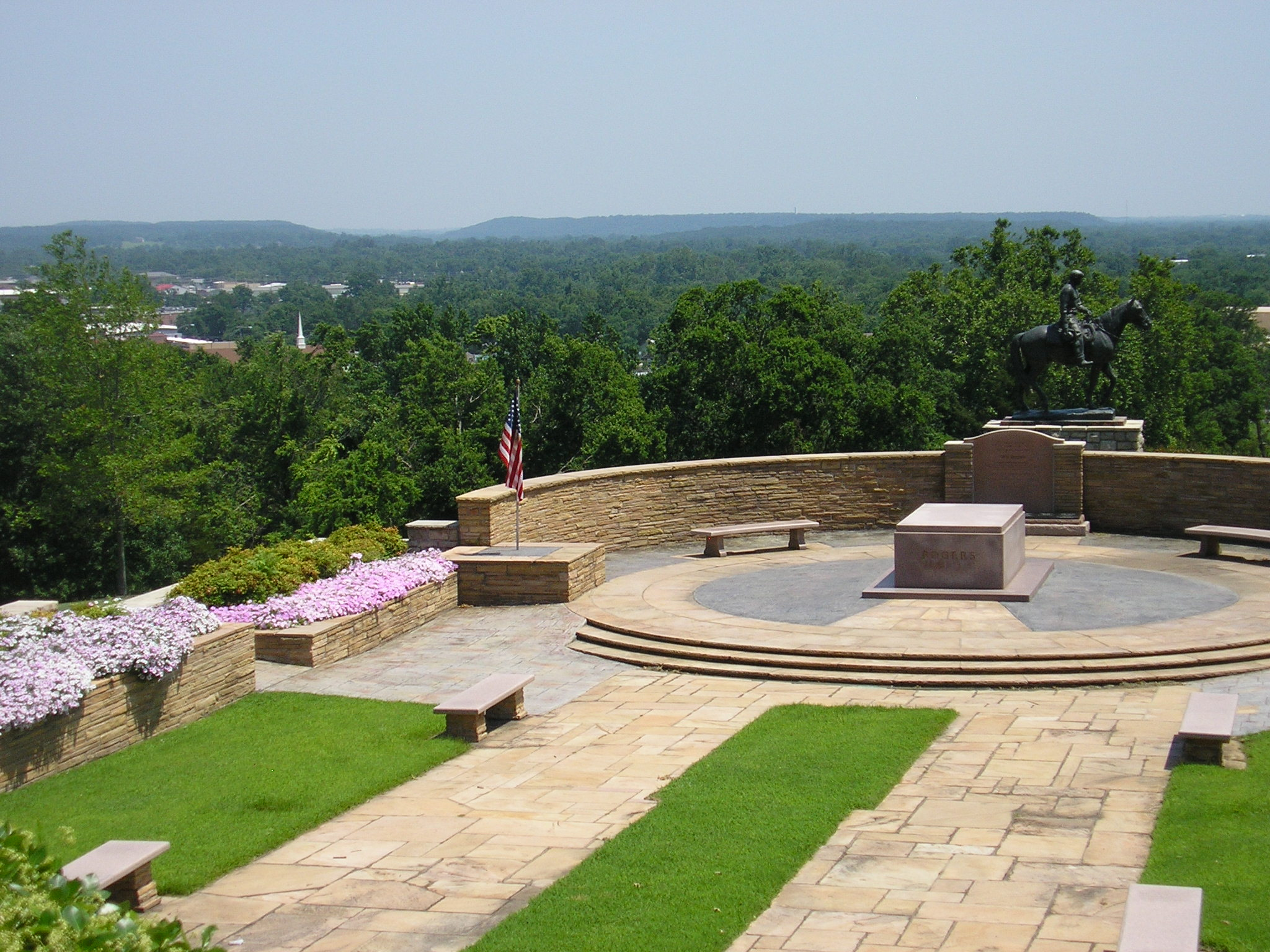
Меморіал Віллі Роджерса в Оклахомі

- 1937 — Lest We Forget (короткометражний)
- 1939 — For Auld Lang Syne (короткометражний)
- 1939 — The Movies March On (короткометражний)
- 1947 — Screen Snapshots Series 27, No. 1: Hollywood Cowboys (короткометражний)
- 1948–1971 — Toast of the Town (серіал)
- 1950 — Fifty Years Before Your Eyes
- 1953 — Screen Snapshots: Men of the West (короткометражний)
- 1954 — Screen Snapshots: Hollywood Stars to Remember (короткометражний)
- 1961 — The Legend of Rudolph Valentino
- 1965 — Hollywood My Home Town
- 1975 — Brother Can You Spare a Dime
- 1983 — American Masters (серіал)
- 1987—… — Biography (серіал)